# Lata Mondal
Lata Mondal (* 16. Januar 1993 in Dhaka) ist eine bangladeschische Cricketspielerin, die seit 2011 für die bangladeschische Nationalmannschaft spielt.

## Aktive Karriere
Ihr Debüt in der Nationalmannschaft gab sie beim Women’s Cricket World Cup Qualifier 2011 im Spiel um den Fünften Platz gegen Irland. Das Debüt im WTwenty20-Cricket folgte bei einem Drei-Nationen-Turnier in Irland gegen den Gastgeber. Bei der Tour gegen Südafrika im September 2012 konnte sie im zweiten WODI mit 52 Runs ihr erstes Half-Century erzielen. Im März 2014 konnte sie bei der Tour gegen Pakistan im ersten WODI 4 Wickets für 35 Runs erreichen.
In der Folge war sie immer wieder Teil der Mannschaft, konnte sich jedoch nicht auf Dauer etablieren. So war sie Teil des Teams beim ICC Women’s World Twenty20 2016 und absolvierte auch zwei Spiele beim ICC Women’s World Twenty20 2018. Auch wurde sie für den Women’s Cricket World Cup 2022 nominiert, bei dem sie vier Spiele bestritt. Sie war Teil des Teams beim Women’s Twenty20 Asia Cup 2022 und konnte dabei als beste Leistung 12 Runs gegen Pakistan erreichen. Beim ICC Women’s T20 World Cup 2023 absolvierte sie zwei Spiele und erreichte dabei 11 Runs gegen Sri Lanka.